# Sociedade de Scarboro para as Missões Estrangeiras
A Sociedade de Scarboro para as Missões Estrangeiras (em latim: Societas Scarborensis pro Missionibus ad Exteras Gentes; em inglês: Scarboro Foreign Mission Society) é sociedade de vida apostólica masculina, fundada em Scarborough, Canadá, em 1918. Seus membros usam a sigla S.F.M. após o nome.

## História
A sociedade foi fundada pelo padre John Fraser (1877-1965), que foi enviado como primeiro missionário canadense falante de inglês para a China; ao regressar, com autorização do Arcebispo de Ottawa Charles-Hugues Gauthier, em 9 de novembro de 1918 estabeleceu em Almonte o China Mission College, um seminário para a formação de missionários para a China. Em 1921, pela sugestão do Arcebispo Neil McNeil de Toronto, a sede do seminário foi transferida para Scarborough, Ontário, e aberto o St. Francis Xavier China Mission Seminary. Em 1925, a Santa Sé concedeu o território de Chuchow em Zhejiang, China, aos padres do China Mission Seminary.
Em novembro de 1919, lançaram a primeira edição de sua revista, China, da qual Fraser foi primeiro editor; a revista foi renomeada em abril de 1950 como Scarboro Missions. Com mais de 800 edições, a última revista da missão foi lançada em setembro de 2018.
Em dezembro de 1930, a Santa Sé reconheceu o trabalho missionário de Fraser lhe concedendo o grau de Protonotário Apostólico. As constituições da sociedade foram aprovadas definitivamente pela Santa Sé em 11 de junho de 1940, recebendo o nome Scarboro Foreign Mission Society. Monsenhor John E. McRae foi eleito como o primeiro superior-geral da sociedade após sua aprovação. No final da década de 1940, a revista tinha cerca de 50 mil assinantes. Forçadas a deixar a China após a Segunda Guerra Mundial, as Scarboro Missions começaram a trabalhar no Caribe, Ásia e América Latina. A primeira nova missão se estabeleceu na República Dominicana em 1943.
Outras missões foram estabelecidas nos próximos anos: Japão, em 1948; Guiana Britânica, em 1953; Bahamas, em 1954; Filipinas, em 1955; São Vicente e Granadinas, em 1957; Brasil, em 1961; Santa Lúcia, em 1964; Peru, em 1975; retorno a China, em 1978; África do Sul, em 1979; México, em 1980; Guiné-Bissau, em 1981; Nicarágua, em 1984; Bolívia, em 1992; Equador, em 1993; Zâmbia, em 1996; Malawi, em 1996; Quênia, em 1998; Cuba, em 1999; Tailândia, em 2000.
Em 1968, a Sociedade atingiu o maior número de membros de sua história: 161 sacerdotes, 246 religiosos e 106 casas. A partir da década de 1970, as nomeações foram caindo drasticamente, na década de 1990, muitas missões foram encerradas e em 2022 contava apenas com 18 padres, 18 religiosos e uma casa.
Na década de 1970, a influência do Vaticano II sobre a Sociedade de Scarboro, resultou na aproximação do ecumenismo e diálogo interreligioso e no convite a homens solteiros a se juntarem ao apostolado missionário, quer escolhessem ser ordenados ou permanecerem leigos. Nos anos seguintes, a Sociedade treinaria e comissionaria homens e mulheres como missionários leigos, dezenas dos quais serviram com os padres de Scarboro, cujo número ia diminuindo.
Em 2016, venderam a casa principal, inaugurada em 1924, para o Toronto District Catholic School Board. Diante do envelhecimento e declínio dos membros, o Capítulo Geral decidiu que a Congregação deixaria de aceitar novos membros e ia encaminhar os interessados para outras ordens missionárias, bem como deixar de enviar missionários leigos. As últimas missões S.F.M. foram República Dominicana, encerrada em 2012, Brasil, cujo último missionário aposentado faleceu em Itapiranga em 2019, e Canadá, encerrando no final de 2017 seus ministérios: a Scarboro Missions Magazine, Justice, Peace, and Integrity of Creation Office, o Department of Interfaith Dialogue e o Mission Centre.
Com alguns dos lucros da venda da casa, a Sociedade Scarboro promoveu o Monsignor John Mary Fraser Centre for Practical Theology no Regis College, a escola jesuíta de teologia da Universidade de Toronto, inaugurado em 2019; também apoiaram uma cadeira em Diálogo interreligioso, a Scarboro Missions Lecture in Interreligious Dialogue. Em novembro de 2018, centenário de sua fundação, a maioria dos padres restantes mudaram-se para a casa de repouso Presentation Manor em Scarborough, juntamente com membros de outras congregações.

## Superiores-gerais
O Conselho Geral da S.F.M. é composto pelo Superior-Geral e conselheiros, eleito no Capítulo Geral. Os superiores-gerais de Scarboro foram:
- Monsenhor John E. McRae, SFM (1941-1949);[4]
- Padre Thomas McQuaid, SFM (1949-1959);[6]
- Padre Francis Diemert, SFM (1959-1968);[6]
- Padre Paul Ouellette, SFM (1968-1974);[7]
- Padre Michael O’Kane, SFM (1974-1978);[7]
- Padre Kenneth MacAulay, SFM (1978-1982; 1982-1987);[7]
- Padre Brian Swords, SFM (1987-1992; 1992-1997);[7][8]
- Padre Jack Lynch, SFM (1997-2002; 2002-2012);[8][9]
- Padre Brian Swords, SFM (2012-2017);[9]
- Padre Jack Lynch, SFM (2017-2022);[9]
- Padre Ronald MacDonell, SFM (2022-).[13]

## Bispos
Apenas seis bispos fizeram parte da S.F.M., ligados a Lishui, China, e a Itacoatiara, Brasil:
- William Cecil McGrath (MacGrath), Prefeito de Lishui (1932-1948);
- Louis Arthur Venadam, Pró-Prefeito de Lishui (1944-1948);
- Kenneth Roderick Turner, bispo de Lishui (1948-1983);
- Francis Paul McHugh, bispo-prelado de Itacoatiara (1967-1972);
- Jorge Eduardo Marskell, bispo-prelado de Itacoatiara (1978-1998).